# HD153735
HD153735 — хімічно пекулярна зоря спектрального класу
B8 й має видиму зоряну величину в смузі V приблизно 9,3.

## Пекулярний хімічний склад
Зоряна атмосфера HD153735 має підвищений вміст
Si
.